# 从军行
《从军行》是一个乐府古题，多以描述从军者的辛苦为内容。在乐府歌辞中属于相和歌辞平调曲。唐朝以后，该体式的诗歌多为五言律诗。
最早所见《从军行》诗为左延年所作：
边地人

三子到敦煌

二子诣陇西

五子远斗去

五妇皆怀身
后陈朝的伏知道又有《从军五更转》。
后来在唐朝时，也有很多诗人以《从军行》或与从军行相关的题目写诗，但与之前的乐府《从军行》关系不大。